# Nam Trịnh
Nam Trịnh (chữ Hán phồn thể:南鄭, chữ Hán giản thể: 南郑区, âm Hán Việt: Nam Trịnh khu) là một quận thuộc địa cấp thị Hán Trung, tỉnh Thiểm Tây, Cộng hòa Nhân dân Trung Hoa. Quận này có dân số năm 1999 là 526.062 người. Mã số bưu chính của quận Nam Trịnh là 723100. Quận này nằm ở lưu vực của Hán Thủy, nằm ở phía nam Tứ Xuyên. Lưu Bang lúc làm Hán vương đã chọn Nam Trịnh là đô thành. Trương Lỗ xây dựng chính quyền ở đây gần 30 năm.